# Палена (Италия)
Вижте пояснителната страница за други значения на Палена.
Палѐна (на италиански: Palena) е село и община в Южна Италия, провинция Киети, регион Абруцо. Разположен е на 767 m надморска височина. Населението на общината е 1424 души (към 2010 г.).